# 罗针镇
罗针镇，是中国江西省抚州市临川区所辖的一个镇。

## 行政区划
罗针镇下辖以下村级行政区划单位
罗针街社区、罗针村、新徐村、长湖村、丁湖村、江园村、浒溪村、顾家村、鹏坊村、新郭村、老郭村、许渡村、湖西村、栎坪村、张家村、胡家村、河湖村、何栗村和城前村。